# Jean Vinci
Pour les articles homonymes, voir Vinci.
Jean Vinci, né le 22 mars 1921 à Cannes et mort le 8 avril 2010 à Ollioules, est un acteur et un scénariste français.

## Biographie
Jean Vinci joue notamment avec Michèle Morgan dans Marie-Antoinette, reine de France et avec Bourvil, Louis de Funès et Jean Gabin dans La Traversée de Paris de Claude Autant-Lara. Il joue dans plusieurs films de Max Pécas, comme Deux enfoirés à Saint-Tropez, Espions à l'affût et Brigade des mœurs.

## Filmographie

### Cinéma
- 1947 : Une mort sans importance d'Yvan Noé - (Maurice)
- 1948 : Bagarres d'Henri Calef - (Gino)
- 1948 : La Bataille du feu (Les Joyeux Conscrits) de Maurice de Canonge
- 1948 : Trois garçons et un planeur de Jean Perdrix - moyen métrage (44 min) - documentaire fiction
- 1949 : Les anges sont parmi nous de William Magnin et E.G de Meyst
- 1949 : Au grand balcon d'Henri Decoin - (M. Faivret)
- 1950 : Sans tambour ni trompette de Roger Blanc
- 1950 : Cet âge est sans pitié de Marcel Blistène - (André)
- 1950 : La vie dramatique de Maurice Utrillo de Pierre Gaspard-Huit - moyen métrage (43 min) documentaire fiction - (Maurice Utrillo, jeune)
- 1951 : Jep le traboucaire de Jean Faurez - Film resté inachevé
- 1956 : Les carottes sont cuites de Robert Vernay - (L'ouvrier amoureux)
- 1956 : Marie-Antoinette, reine de France de Jean Delannoy - (Toulan)
- 1956 : Don Juan de Mozart - "Don Giovanni" de Walter Kolm-Veltée - (Don Ottavio)
- 1956 : Bonjour jeunesse de Maurice Cam
- 1956 : La Traversée de Paris de Claude Autant-Lara - (Le client mécontent)
- 1957 : Arènes joyeuses de Maurice de Canonge - (Rémy)
- 1957 : Le Renard de Paris / Mission diabolique - "Der Fuchs von Paris" de Paul May - (Le colonel Robbins)
- 1958 : Moi et le colonel - "Me and the colonel" de Peter Glenville
- 1959 : La Dragée haute de Jean Kerchner
- 1960 : Première Brigade criminelle de Maurice Boutel - (Mario)
- 1961 : Sahara an IV de Max Gérard - court métrage (780 m) documentaire fiction
- 1963 : Mort, où est ta victoire ? d'Hervé Bromberger - (Malassert)
- 1963 : L'inspecteur Leclerc enquête de Maurice Cazeneuve, épisode : Le passé d'une femme
- 1965 : Espions à l'affût de Max Pécas - (Fred Langlois)
- 1970 : Les Enfants de Caïn de René Jolivet
- 1975 : Rêves pornos (ou Le Dictionnaire de l'érotisme) de Max Pécas (Images d'archives)
- 1977 : Gloria de Claude Autant-Lara - (L'invité)
- 1977 : Marche pas sur mes lacets de Max Pécas - (Le notaire)
- 1978 : Les Égouts du paradis de José Giovanni - (Un commissaire)
- 1980 : Mieux vaut être riche et bien portant que fauché et mal foutu de Max Pécas
- 1984 : Brigade des mœurs de Max Pécas
- 1985 : Deux enfoirés à Saint-Tropez de Max Pécas - (M. Moretti)

### Télévision
- 1959 :  Meurtre au ralenti de Jean-Paul Carrère
- 1961 : L'inspecteur Leclerc enquête, "Le Passé d'une femme" de Maurice Cazeneuve : Jean Didelot
- 1962 : Commandant X - épisode : Le dossier Morel de Jean-Paul Carrère
- 1963 : Commandant X, série télévisée de Jean-Paul Carrère, épisode : Le Dossier boîte aux lettres : lieutenant Jacques Debrière
- 1967 : Ne fais pas ça Isabella de Gilbert Pineau
- 1968 : Les Demoiselles de Suresnes de Pierre Goutas : Le patron
- 1969 : Le Tribunal de l'impossible, série, épisode Le Sabbat du Mont d'Etenclin de Michel Subiela
- 1970 : Nanou
- 1974 : Nans le berger de Roland Bernard : Florestan
- 1974 : Paul et Virginie de Pierre Gaspard-Huit
- 1978 : Au théâtre ce soir : Un ménage en or de Jean Valmy et Marc Cab, mise en scène Maurice Ducasse, réalisation Pierre Sabbagh, Théâtre Marigny

## Théâtre
- 1945 : L'Autre Aventure de Marcel Haedrich, mise en scène Jacques Erwin, Théâtre l'Apollo
- 1946 : L'Heure de vérité de René-Jean Ottoni, mise en scène André Cellier, Théâtre de l'Humour
- 1949 : Le Bouillant Achille de Paul Nivoix, mise en scène Robert Dhéry, Théâtre des Variétés